# On with the Show
«On With The Show» —en español: «Sigue Con El Show»— es una canción de la banda británica de rock The Rolling Stones, incluida como pista final de su álbum Their Satanic Majesties Request, editado en 1967.
Escrita por Mick Jagger y Keith Richards, la canción se grabó en los Olympic Studios de Londres, en el mes de julio de 1967. La pista al igual que todo el disco fue producido por la banda.
Al grabarla intentaron combinar una tonada al estilo de la tradición de los music halls ingleses, con efectos de sonido para crear una atmósfera de burlesque o de nightclub.
La música de arpa que comienza en el minuto 1:04 y se reitera en otros momentos a lo largo de la canción, pertenece a la popular polca paraguaya «Pájaro Campana». Estas influencias llegaron de la mano de Luis Alberto del Paraná, célebre por difundir el folclore paraguayo en todo el mundo, durante los 60 y 70.
Glyn Johns, productor e ingeniero que estuvo presente en las sesiones del disco, dijo en una entrevista para la revista NME el 16 de septiembre de 1967: “Brian es increíble. ¿Pudiste escuchar esa arpa en la última pista? Él la tocó, y apenas la había aprendido en el estudio”. Asimismo Ian Stewart, tecladista de sesión de la banda, expresó algo similar en el libro Rolling With The Stones, escrito por el bajista Bill Wyman: “Brian podía hacer cualquier cosa. Podía aparecer en el estudio con saxofones, e incluso tocó el arpa en una de las pistas (…)”.

## Personal
Acreditados:
- Mick Jagger: voz, percusión.
- Keith Richards: guitarra eléctrica.
- Brian Jones: mellotron, saxofón, flauta, arpa.
- Charlie Watts: batería.
- Bill Wyman: bajo, percusión.
- Nicky Hopkins: piano, mellotron, percusión.